# Bieńkowce (Ukraina)
Bieńkowce (ukr. Беньківці, Beńkiwci) – wieś na Ukrainie, w obwodzie iwanofrankiwskim, w rejonie iwanofrankiwskim. W 2001 roku liczyła 346 mieszkańców.
Do 2020 w rejonie rohatyńskim.